# Дьенг, Алиу
Алиу Дьенг (фр. Aliou Dieng; род. 16 октября 1997, Бамако) — малийский футболист, опорный полузащитник клуба «Аль-Ахли» и сборной Мали.

## Клубная карьера
Алиу Дьенг начал свою карьеру в клубе «Джолиба» из своего родного города.
15 января 2018 года малиец перешёл в «МК Алжир» за 40 000 евро.
5 июля 2019 года футболист перешёл в египетский «Аль-Ахли» за больше чем миллион евро.

## Международная карьера
Футболист играл за сборную Мали до 23 лет с 2015 по 2019 год. Параллельно с этим он играл и за основную сборную Мали и продолжает выступать за неё по сей день.
Мали вышла в одну восьмую финала Кубка африканских наций 2021, когда Алиу Дьенг был в составе.

## Достижения
«Аль-Ахли»
- Чемпионат Египта: 2019/20, 2022/23[6]
- Кубок Египта: 2019/20, 2021/22[6]
- Суперкубок Египта: 2018/19, 2021/22, 2022/23[6]
- Лига чемпионов КАФ: 2019/20, 2020/21, 2022/23[6]
- Суперкубок КАФ: 2020/21, 2021/22[6]